# Harvest (テレビ番組)
Harvest（ハーベスト）は、1996年4月6日から1998年3月28日まで、青森放送（RAB）テレビで放送されたバラエティ番組である。当時の番組表では、主に「HVST」と略した表記が使用された。司会は、同局のラジオ番組『金曜ワラッター!』パーソナリティとして活躍していた橋本康成。

## 概要
主にミュージシャンをゲストに招いてのトーク、映画情報、先述ラジオ番組の人気投稿コーナー「今週のどんだんず」で構成していた。
「どんだんず」は、1984年に『SAY!MUSIC FELLOW』 で開始して以来、1987年3月の同番組終了後も1991年4月開始の『ワラッター』で復活し名物コーナーとなっていたが、1995年3月の橋本の降板 により再び終了。それから1年ぶりに三度復活することとなった。
第1回放送には、プロレスラーのスペル・デルフィンがゲスト出演した。
放送時間は、当初土曜24:26 - 25:21（土曜深夜=日曜未明0:26 - 1:21）の55分番組だったが、1997年4月5日より、同年3月まで日曜23:00 - 23:00に放送していた『スーパーギャング深夜同盟』（以下、スパギャン）が24:26 - 24:56に移動してきたため開始時間が30分繰り下がり、放送時間も縮小。24:56 - 25:41（0:56 - 1:41）の45分番組となり、当番組が終了するまでRABテレビの土曜深夜に自社制作のバラエティ番組が二つ連なる形となった。
当番組終了に伴い、「どんだんず」コーナーも終了。以来、テレビでは復活していないが、ラジオでは2003年・2004年の「ワラッター」復活特番で放送され、2006年10月『土曜ワラッター!』開始に伴い、同番組のレギュラーコーナーとして復活する。